# Platydesmus perditus
Platydesmus perditus är en mångfotingart som beskrevs av Chamberlin 1952. Platydesmus perditus ingår i släktet Platydesmus och familjen Platydesmidae. Inga underarter finns listade i Catalogue of Life.